# Suore carmelitane missionarie teresiane
Le Suore Carmelitane Missionarie Teresiane (in spagnolo Hermanas Carmelitas Misioneras Teresianas) sono un istituto religioso femminile di diritto pontificio: le suore di questa congregazione pospongono al loro nome la sigla C.M.T.

## Storia

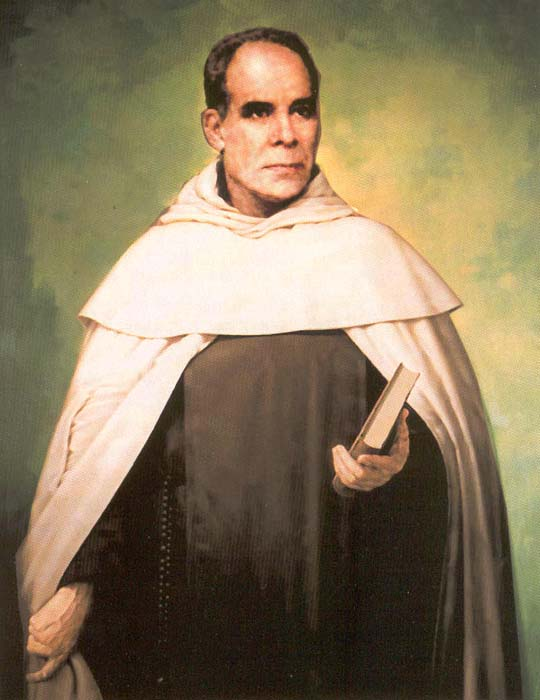
Francisco Palau y Quer

La congregazione fu fondata nel 1861 a Ciudadela, sull'isola di Minorca, dal carmelitano scalzo Francisco Palau y Quer come comunità di religiose di ispirazione teresiana per l'educazione della gioventù e la cura dei malati.
Dopo la morte di Palau y Quer, la direzione dell'opera fu assunta da Juan Nogués, che però non riuscì a tenere unita la famiglia religiosa: nel 1873 un gruppo di suore dissidenti guidato da Juana Gratias lasciò la congregazione e nel 1878 si stabilì a Barcellona, dando inizio a una comunità indipendente.
Il ramo guidato da Nogués fissò la propria sede a Tarragona e il 21 gennaio 1880 l'arcivescovo Benito Villamitjana eresse canonicamente la comunità in congregazione di diritto diocesano.
La prima filiale all'estero fu aperta nel 1896 in Argentina, da dove le suore si diffusero anche in Uruguay. Lo spirito missionario della congregazione si rafforzò nel 1958, con l'apertura di case in Congo e Mali.
L'istituto e le sue costituzioni furono approvati da papa Leone XIII il 17 febbraio 1902 e nuovamente da papa Pio X il 17 giugno 1906.

## Attività e diffusione
Le suore si dedicano all'istruzione e all'educazione cristiana della gioventù e all'assistenza ad anziani e infermi.
Sono presenti in Europa (Francia, Italia, Polonia, Portogallo, Spagna), nelle Americhe (Argentina, Bolivia, Brasile, Canada, Cile, Colombia, Ecuador, Messico, Uruguay, Venezuela), in Africa (Camerun, Repubblica Democratica del Congo, Kenya, Madagascar, Mali, Ruanda, Senegal) e nelle Filippine; la sede generalizia è a Roma.
Alla fine del 2008 la congregazione contava 712 religiose in 98 case.